# Среда предустановки Windows
Среда предустановки Windows (англ. Windows Preinstallation Environment, WinPE) — облегчённые версии операционных систем Microsoft Windows, позволяющие загружаться с компакт-дисков, USB (flash или HDD) или же по сети.

## Краткий обзор
Среда предустановки Windows изначально предназначалась для использования в качестве предустановочной платформы для запуска Microsoft Windows, как замена DOS. Позднее крупные компании стали использовать её для предустановки Windows на большое число компьютеров, а также для восстановления работоспособности операционной системы. Продукт может быть использован разработчиками для тестирования.
Изначально для создания образов Среды предустановки Windows необходимо было обладать подпиской SA (Software Assurance), OEM или ISV-лицензией. В версии 2.0 это ограничение было снято.
Текущая версия WinPE (11) основана на Windows 11.

## Версии
Существующие на данный момент версии:

### Windows PE1.0
Собрана на второй версии Windows XP "SP2"

### Windows PE1.1
Собрана на основе Windows XP с пакетом обновлений 1.

### Windows PE1.2
Собрана на основе Windows Server 2003.

### Windows PE1.5 (Windows PE 2004)
Собрана на основе Windows XP с пакетом обновлений 2.

### Windows PE1.6 (Windows PE 2005)
Собрана на основе Windows Server 2003 с пакетом обновлений 1.

### Windows PE2.0
Основана на Windows Vista.

### Windows PE2.1
Собрана на Windows Server 2008 + Windows Vista SP1.

### Windows PE2.2
Собрана на Windows Server 2008 SP2 + Windows Vista SP2.

### Windows PE3.0
Собрана на основе Windows 7.

### Windows PE3.1
Собрана на основе Windows 7 SP1.

### Windows PE4.0
Собрана на основе Windows 8 и доступна в Windows ADK (Windows Kits 8.0).

### Windows PE5.0
Собрана на основе Windows 8.1.

### Windows PE5.1
Собрана на основе Windows 8.1 Update 1.

### Windows PE10
Собрана на основе Windows 10.

### Windows PE11
Собрана на основе Windows 11.
*БОЛЕЕ ТОЧНОЕ ОБЬЯСНЕНИЕ*
Windows PE 1.0
Первая версия, основанная на Windows XP SP2. Предназначалась для замены MS-DOS в процессе установки Windows. Имела крайне ограниченную функциональность, поддерживала только базовые драйверы и консольные утилиты. Использовалась исключительно крупными OEM и корпоративными клиентами с лицензией.
Windows PE 1.1
Была основана на Windows XP SP1. Незначительные улучшения в совместимости и поддержке оборудования. Добавлены некоторые сетевые возможности. По сути, являлась уточнённым выпуском 1.0 с изменённой базой.
Windows PE 1.2
Базировалась на Windows Server 2003. Добавлена лучшая поддержка серверного оборудования, расширена сетевая поддержка, улучшена стабильность. Появилась возможность использования в корпоративных средах с развёртыванием серверов.
Windows PE 1.5 (2004)
Построена на Windows XP SP2. Существенные улучшения драйверной базы, расширенная поддержка USB и накопителей. Улучшена стабильность, быстрее загружается. Появился ряд дополнительных скриптов и инструментов для автоматизации установки.
Windows PE 1.6 (2005)
Основана на Windows Server 2003 SP1. Повышенная безопасность, улучшенная поддержка современных на тот момент устройств хранения и сетевых интерфейсов. Часто использовалась в сборках восстановления.
Windows PE 2.0
Основана на Windows Vista RTM. Существенное обновление архитектуры: переход на Windows Imaging Format (WIM), поддержка загрузки с USB, добавлена поддержка .NET Framework и PowerShell. Удалено требование SA/OEM/ISV лицензий — стала доступна через Windows AIK. Поддержка графического интерфейса на базе Windows Shell.
Windows PE 2.1
Построена на базе Windows Vista SP1 и Windows Server 2008. Расширена поддержка оборудования, улучшена совместимость с новыми системами. Улучшена работа с образами, исправлены ошибки.
Windows PE 2.2
Версия на основе Windows Vista SP2 / Server 2008 SP2. Минимальные изменения — обновлены драйверы и включены последние исправления безопасности.
Windows PE 3.0
Создана на базе Windows 7 RTM. Поддержка VHD, улучшенные сетевые компоненты, полная совместимость с Windows 7. Поддержка Windows Recovery Environment (WinRE).
Windows PE 3.1
Базируется на Windows 7 SP1. Минорное обновление: исправления безопасности и багфиксы. Часто использовалась в корпоративных развёртываниях Windows 7.
Windows PE 4.0
Собрана на Windows 8 и доступна через Windows ADK. Улучшена поддержка UEFI и GPT-разметки дисков. Поддержка Modern UI-драйверов. Добавлена поддержка Windows Store-приложений в процессе установки.
Windows PE 5.0
Построена на Windows 8.1. Улучшено время загрузки, расширена поддержка аппаратного обеспечения (в том числе USB 3.0, NVMe). Поддержка PowerShell 4.0.
Windows PE 5.1
Базируется на Windows 8.1 Update 1. Незначительные улучшения производительности и стабильности. Поддержка новых моделей устройств, улучшена совместимость.
Windows PE 10
Создана на Windows 10. Появилась поддержка драйверов Windows 10, PowerShell 5.0, а также новых возможностей, включая Secure Boot, TPM 2.0. С каждой новой сборкой Windows 10 выходила и новая версия PE.
Windows PE 11
Базируется на Windows 11. Поддерживает современные интерфейсы, включая Wi-Fi 6, Bluetooth 5, TPM 2.0, Secure Boot и UEFI 2.3.1c. Адаптирована для новых устройств и архитектур. Используется с новым Windows ADK для Windows 11.

### Примечание
Начиная с версии 2.0, Windows PE стала более универсальным и открытым инструментом, доступным не только OEM, но и обычным пользователям и системным администраторам через Windows ADK/AIK. Каждое следующее поколение PE соответствовало релизу основной ОС Windows, расширяя совместимость с новыми драйверами, архитектурами (например, ARM64), а также улучшая стабильность и функциональность среды.